# Nag Ansorge
Nag Ansorge (* 28. Februar 1925 in Lausanne als Ernest Ansorge; gestorben 26. Dezember 2013 ebenda) war ein Schweizer Animationsfilmer.

## Leben
Ernest Ansorge studierte Maschinenbau, wurde promoviert und arbeitete als Ingenieur bei Escher-Wyss in Zürich. Angeregt durch Arbeiten von Jiří Trnka begannen er und seine Frau Gisèle Ansorge (1923–1993) mit einer Super-8-Kamera und animierten Puppen zu experimentieren. Erste Erfolge veranlassten sie, sich in Etagnières als Filmproduzenten selbständig zu machen, lebten aber zunächst nur von Auftragsarbeiten, und Gisèle kehrte in ihren Beruf als Apothekerin zurück. Erst 1967 hatten sie beim Festival d’Animation Annecy Erfolg mit ihrem ausschliesslich mit Sand animierten Film, Les Corbeaux. Sie produzierten in der Folge zehn Kurzfilme. Ansorges zweiter filmischer Schwerpunkt war an der Clinique psychiatrique universitaire de Lausanne, wo er mit Langzeitpatienten Filme erstellte. Dazu kommt ein umfangreiches Konvolut an Auftragsarbeiten – Reportagen, Lehrfilme, Dokumentationen und auch die Mitarbeit an Fernsehserien für Kinder. Seit Ende der 1970er organisierte er in der Romandie die filmische Aufzeichnung oraler Geschichtsschreibung. In den 1990er Jahren hatte er Lehraufträge bei den Filmstudenten der Lausanner Kunstschule. Ansorge war 1968 Gründer der Schweizer Gruppe der Association internationale du film d’animation, war von 1977 bis 1984 Mitglied der Eidgenössischen Filmkommission (EFiK) und engagierte sich für das Schweizer Filmarchiv.
Ansorge war in verschiedenen sozialen Bereichen aktiv, so war er Mitbegründer der Emmaüs-Gemeinde in Étagnières, die sich in Brasilien engagierte, sowie des Dachverbands des Hilfswerks für die Romandie.

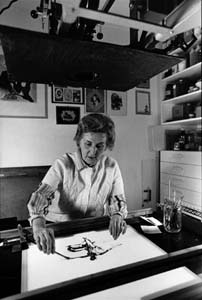
Gisela Ansorge (fotografiert 1985 von Erling Mandelmann)

## Kurzfilme
- Les Corbeaux, 1967
- Fantasmic, 1969
- Alunissons, 1970
- Tempus, 1970
- Le chat caméléon, 1975
- Smile 1+2+3, 1975
- Anima, 1977
- Si j’étais… si j’avais…, 1979
- Das Veilchen, 1982
- Les enfants de laine, 1984
- Ouvre grand tes yeux, 1985
- Déclic, 1986
- Alice, Patch & Crack, 1987
- Les rêveries de Zoe, 1988
- Le petit garçon qui vola la lune, 1988
- Caritas Baby Hospital Bethléem, 1990
- Sabbath, 1991
- als Co-Produzent: H.L.M. Quiproquo, 2005